# Euskonix
Euskonix era la denominación del punto neutro vasco fundado el 17 de enero de 2002 y cuyo funcionamiento terminó el 13 de marzo de 2015. El cometido de este punto neutro era intercambiar de manera directa el tráfico de Internet dentro del País Vasco, haciendo que la comunicación fuera más fluida.

## Entidades fundadoras del proyecto
- Universidad del País Vasco/Euskal Herriko Unibertsitatea (UPV/EHU)
- Universidad de Deusto/ Deustoko Unibertsitatea
- Mongragón Unibertsitatea
- Universidad de Navarra, Escuela Superior de Ingeniería
- Euskaltel
- Abrared( Neo)
- Sarenet
- World Wide Web Ibercom
- Mondragón Conet
- Osakidetza/ Servicio Vasco de Salud
- EJIE-Sociedad Informática del Gobierno Vasco

## Ubicación
La ubicación del punto neutro de Internet Euskonix era el campus de Lejona perteneciente a la UPV/EHU.  

## Infraestructura
Constaba de dos conmutadores Catalyst 2950 donde se conectaban los equipos de las instituciones que lo constituían. También existía un Cisco 2600 que se encargaba de proporcionar conexiones de Terminal a los equipos de los miembros del Punto Neutro y dos servidores SUN Netra T1 200 configurados como servidores web del punto neutro.